# Apa csak egy van (televíziós sorozat)
Az Apa csak egy van (eredeti cím: Last Man Standing) 2011 és 2021 között futott amerikai televíziós szitkom, amelyet Jack Burditt alkotott. A történet egy túrabolt vezetőjéről szól, aki kénytelen egyre több otthoni feladatot elvállalni. A főbb szereplők közt megtalálható Tim Allen, Nancy Travis, Alexandra Krosney, Molly Ephraim és Kaitlyn Dever.
A sorozatot az Amerikai Egyesült Államokban 2011. október 11. és 2017. március 31. között az ABC, majd 2018. szeptember 28. és 2021. május 20. között a FOX, míg Magyarországon a Filmcafé mutatta be 2015. május 18-án. Majd 2023 októberében a Viasat6 is bemutatta, azonban 2024. február 9-től a csatorna már azokat az évadokat is bemutatta, amely itthon még nem volt látható.

## Cselekmény
Mike Baxter egy negyvenes éveiben lévő családapa, egyben az Outdoor Man nevű, túrázási sportáruház vezetője. Három lányukkal, a tinédzser kismama Kristinnel, a divatközpontú Mandyvel és az atléta Eve-vel a feleség, Vanessa volt otthon. A sorozat elején azonban Vanessa visszatér geológusi állásába, így szép lassan Mikenak egyre több dologban kell kivennie a részét a háztartás körül.

## Szereplők
| Szereplő                              | Színész                                                | Magyar hang                                           |
| ------------------------------------- | ------------------------------------------------------ | ----------------------------------------------------- |
| Michael Martin "Mike" Baxter          | Tim Allen                                              | Háda János                                            |
| Vanessa Baxter                        | Nancy Travis                                           | Kovács Nóra                                           |
| Kristin Beth Baxter Vogelson          | Alexandra Krosney (1. évad), Amanda Fuller (2-9. évad) | Vadász Bea                                            |
| Amanda Elaine "Mandy" Baxter-Anderson | Molly Ephraim (1–6. évad), Molly McCook (7–9. évad)    | Czető Zsanett (1-4. évad)                             |
| Eve Baxter                            | Kaitlyn Dever                                          | Kántor Kitty (1-4., 6-9. évad) Boldog Emese (5. évad) |
| Kyle Anderson                         | Christoph Sanders                                      | Előd Álmos                                            |
| Edward "Ed" Alzate                    | Héctor Elizondo                                        | Ujréti László                                         |
| Bill McKendree                        | Richard Karn                                           | Gubányi György                                        |

## Epizódok
| Évad | Évad | Epizódok | Eredeti sugárzás     | Eredeti sugárzás  | Eredeti adó | Magyar sugárzás   | Magyar sugárzás   | Magyar adó |
| Évad | Évad | Epizódok | Évadpremier          | Évadfinálé        | Eredeti adó | Évadpremier       | Évadfinálé        | Magyar adó |
| ---- | ---- | -------- | -------------------- | ----------------- | ----------- | ----------------- | ----------------- | ---------- |
|      | 1    | 24       | 2011. október 11.    | 2012. május 8.    | ABC         | 2015. május 18.   | 2015. június 3.   | Filmcafé   |
|      | 2    | 18       | 2012. november 2.    | 2013. március 22. | ABC         | 2015. június 4.   | 2015. június 16.  | Filmcafé   |
|      | 3    | 22       | 2013. szeptember 20. | 2014. április 25. | ABC         | 2015. június 17.  | 2015. július 1.   | Filmcafé   |
|      | 4    | 22       | 2014. október 3.     | 2015. április 17. | ABC         | 2015. július 2.   | 2015. július 16.  | Filmcafé   |
|      | 5    | 22       | 2015. szeptember 25. | 2016. április 22. | ABC         | 2024. február 9.  | 2024. március 11. | Viasat 6   |
|      | 6    | 22       | 2016. szeptember 23. | 2017. március 31. | ABC         | 2024. március 12. | 2024. április 15. | Viasat 6   |
|      | 7    | 22       | 2018. szeptember 28. | 2019. május 10.   | FOX         | 2024. április 16. | 2024. május 16.   | Viasat 6   |
|      | 8    | 21       | 2020. január 2.      | 2020. április 30. | FOX         | 2024. május 17.   | 2024. június 17.  | Viasat 6   |
|      | 9    | 21       | 2021. január 3.      | 2021. május 20.   | FOX         | 2024. június 18.  | 2024. július 16.  | Viasat 6   |